# Kimmy Robertson

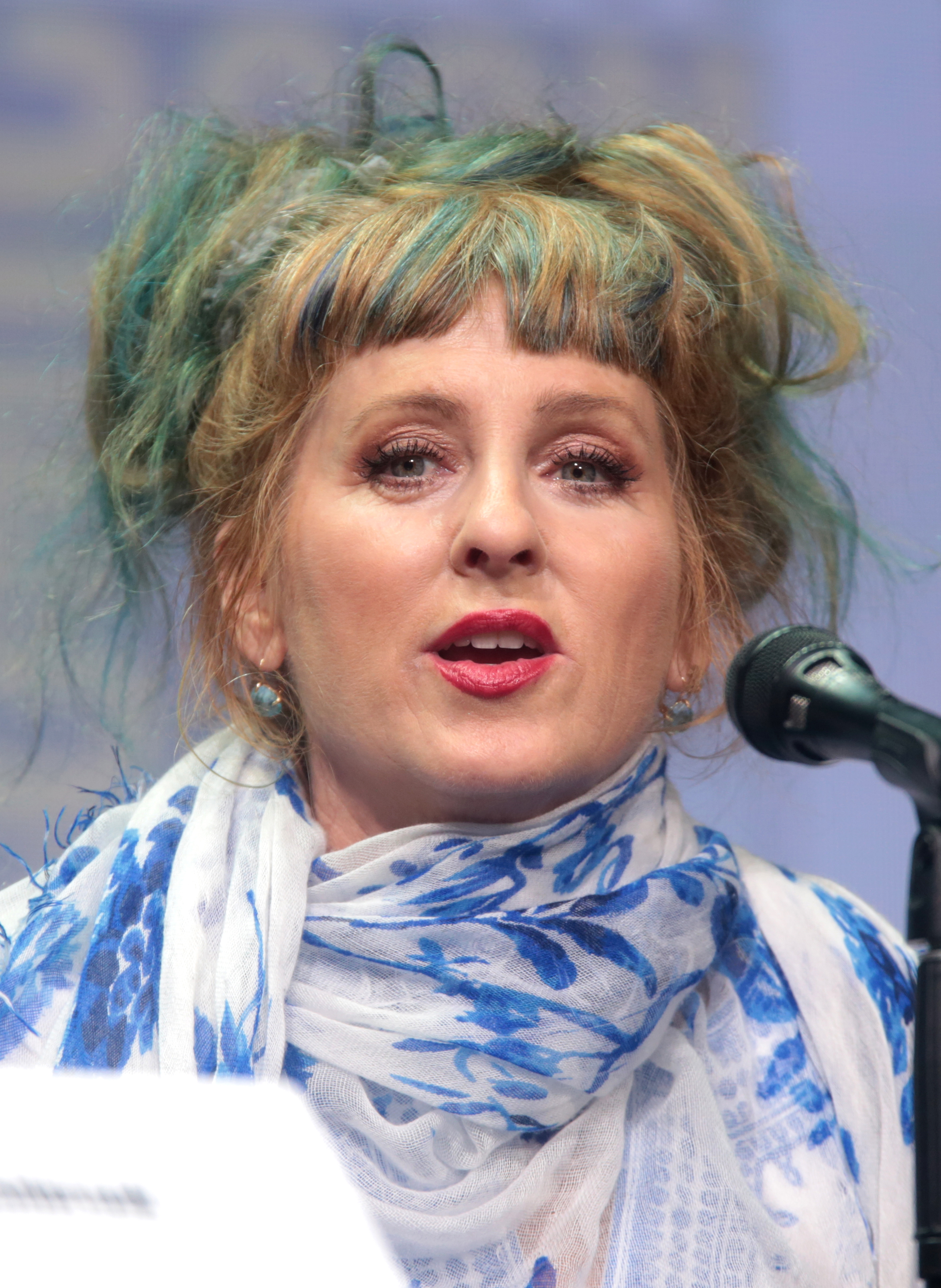
Kimmy Robertson (2017)

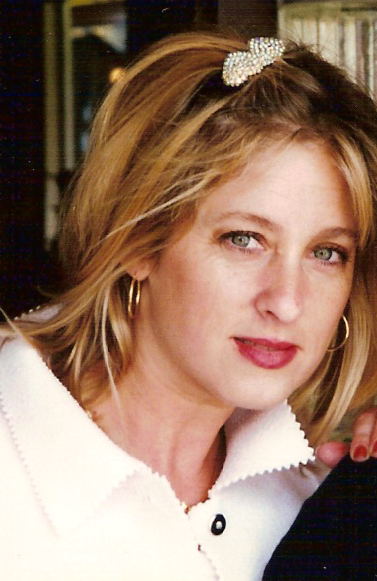
Kimmy Robertson (1996)

Kimmy Robertson (* 27. November 1954 in Kalifornien) ist eine US-amerikanische Schauspielerin. Bekannt ist sie vor allem durch ihre Rolle als Lucy Moran in der Fernsehserie Twin Peaks (1990–1991).

## Leben
Ihr Filmdebüt gab Robertson 1982 in der Teenager-Komödie Die letzte amerikanische Jungfrau. Bekanntheit erlangte sie 1990 durch die Rolle der Polizeisekretärin Lucy Moran in der Serie Twin Peaks von David Lynch und Mark Frost. Robertson stand auch für das Film-Prequel Twin Peaks – Der Film (1992) vor der Kamera, ihre Szenen schafften es jedoch nicht in den fertigen Film. Sie verkörperte die Rolle nochmals in der dritten Staffel von Twin Peaks, die 2017 ihre Premiere hatte.
Zu ihren bekanntesten Filmen zählen die Komödien Liebling, ich habe die Kinder geschrumpft (1989), Fast Food Family (1991) und Stuart Little (1999), in denen sie jeweils in Nebenrollen zu sehen war. Weiterhin ist sie seit den 1980er Jahren als Gastdarstellerin in Serien wie Eine schrecklich nette Familie, Emergency Room – Die Notaufnahme, Drake & Josh und Psych zu sehen. 
Wegen ihrer prägnanten Stimme wurde sie auch häufig für Sprechrollen engagiert. Unter anderem sprach sie den Staubwedel in dem Disneyfilm Die Schöne und das Biest (1991).
Robertson war von 2003 bis 2004 mit John Christian Walker verheiratet.

## Filmografie (Auswahl)
- 1982: Die letzte amerikanische Jungfrau (The Last American Virgin)
- 1984: Schweinebande! (Growing Pains)
- 1988, 1992: Ein Grieche erobert Chicago (Perfect Strangers, Fernsehserie, 2 Folgen)
- 1989: Arielle, die Meerjungfrau (The Little Mermaid, Stimme von Arielles Schwestern)
- 1989: Eine schrecklich nette Familie (Married with Children, Fernsehserie, Folge 4x05)
- 1989: Liebling, ich habe die Kinder geschrumpft (Honey, I Shrunk the Kids)
- 1989: Meine Mutter ist ein Werwolf (My Mom's a Werewolf)
- 1990: The Willies
- 1990–1991: Twin Peaks (Fernsehserie, 29 Folgen)
- 1991: Geschichten aus der Gruft (Tales from the Crypt, Fernsehserie, Folge 3x05)
- 1991: Fast Food Family (Don't Tell Mom the Babysitter's Dead)
- 1991: Die Schöne und das Biest (Beauty and the Beast, Stimme des Staubwedels)
- 1992: Arielle, die Meerjungfrau (The Little Mermaid, Fernsehserie, 2 Folgen, Stimme von Arlana)
- 1992: Die Simpsons (The Simpsons, Fernsehserie, Folge 3x23, Stimme von Samantha Stanky)
- 1994: Leprechaun 2
- 1994–1996: Der Tick (The Tick, Fernsehserie, 12 Folgen Stimme von Dot)
- 1995: Emergency Room – Die Notaufnahme (ER, Fernsehserie, Folge 1x20)
- 1996: Ellen (Fernsehserie, 2 Folgen)
- 1997: Speed 2 (Speed 2: Cruise Control)
- 1997–2000: Pepper Ann (Fernsehserie, 10 Folgen, Stimme von Gwen Mezzrow)
- 1998: Belles zauberhafte Welt (Belle's Magical World, Stimme des Staubwedels)
- 1998–2000: Pepper Ann (Fernsehserie, 4 Folgen, Stimme von Gwen Mezzrow)
- 1999: Stuart Little
- 2000: One Life Stand
- 2003: Becker (Fernsehserie, Folge 6x06)
- 2004: Drake & Josh (Fernsehserie, Folge 1x04)
- 2010: Anderson’s Cross
- 2013: Legit (Fernsehserie, Folge 1x04)
- 2013: Southland (Fernsehserie, Folge 5x06)
- 2014: Psych (Fernsehserie, Folge 8x02)
- 2014: Marry Me (Fernsehserie, Folge 1x01)
- 2016: Angel from Hell – Engel oder Verrückte? (Angel from Hell, Fernsehserie, Folge 1x11)
- 2017: Twin Peaks (Twin Peaks: The Return, Fernsehserie, 10 Folgen)
- 2019–2023: Ollie & Scoops (Fernsehserie, 9 Folgen, Stimme von Ollie)
- 2020: The 420 Movie: Mary & Jane